# Morsicatura di ragno
I ragni possono occasionalmente mordere l'uomo. Sebbene il 98-99% dei loro morsi sia innocuo, nei casi restanti il morso comporta ferite necrotiche, tossicità sistemica e, più di rado, la morte.
I generi di ragno riconosciuti come potenzialmente mortali sono quattro.
La maggior preoccupazione, in caso di morso di ragno, riguarda il veleno inoculato nella ferita durante il morso. I ragni considerati pericolosi possiedono veleni dannosi per l'uomo, già nella piccola quantità che può essere iniettata da un singolo morso.
Ingerire un ragno ha in generale effetti poco conosciuti, ma talvolta essi vengono consumati come cibo cotto; ciò avviene in alcune aree dell'Amazzonia e, soprattutto, in Cambogia, dove alcune tarantole sono considerate prelibatezze, tanto da essere vendute fritte a prezzi elevati nei mercati.

## Biologia ed ecologia dei morsi

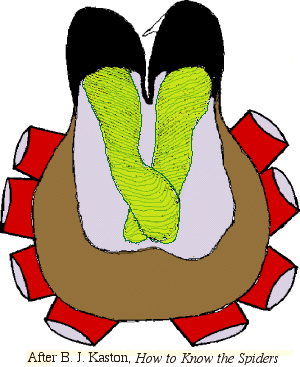
Vista dall'alto dell'apparato dei cheliceri. In marrone il cefalotorace, in rosso le zampe, in verde le ghiandole velenifere e i muscoli che le avvolgono, in nero i segmenti basali, in bianco l'aculeo del chelicero destro.

I ragni sono predatori, che si nutrono di altri animali, inclusi altri ragni. Il morso e l'iniezione del veleno sono il mezzo tramite il quale sopraffare la preda, che verrà consumata in seguito, paralizzandola o uccidendola. Sebbene il morso e l'eventuale iniezione di veleno trovino impiego anche per la difesa, essi sono soprattutto il modo con cui il ragno si procaccia il cibo.

### Apparato boccale

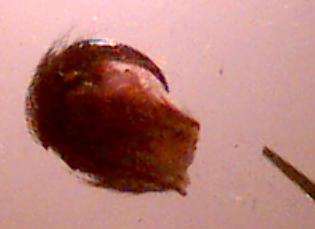
Fotografia eseguita al microscopio a 10x di un chelicero di Psalmopoeus cambridgei e della punta di un ago per cucire. Si nota quanto sia più acuminata la punta del chelicero rispetto a quella dell'ago.

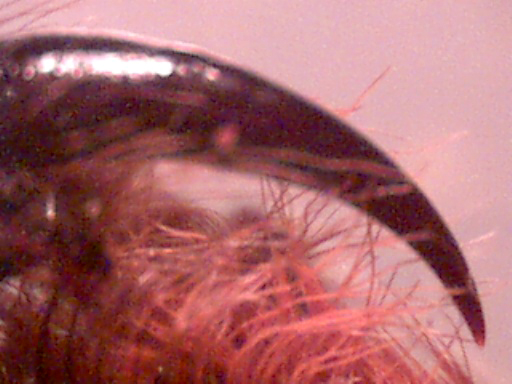
La zanna di questo individuo subadulto di Psalmopoeus cambridgei è lunga circa 2 mm. Il ragno intero misura circa 25 mm di lunghezza. L'immagine è ingrandita 60 volte.

I ragni non hanno denti. Hanno invece due cheliceri, formati da due segmenti ciascuno: la zanna, o aculeo, e il segmento basale. La zanna è l'equivalente organico dell'ago ipodermico, che può penetrare in profondità nella pelle, nella pelliccia o nell'esoscheletro della preda. L'apparato boccale del ragno è concepito per iniettare il veleno nelle vittime, di solito insetti e piccoli animaletti come gli artropodi, non per mordere l'uomo. La porzione basale include, in tutto o in parte, le ghiandole velenifere e i muscoli costrittori che le avvolgono. Questi muscoli vengono contratti volontariamente dal ragno per comprimere le ghiandole e provocare la fuoriuscita del veleno, che attraverso gli aculei verrà iniettato nella ferita causata dalla puntura.
Quando il ragno morde, le due parti di ciascun chelicero si muovono assieme ed analogamente alla lama di un coltello a serramanico quando viene aperto. Nell'assumere la posizione di attacco, il ragno allarga, sia l'angolo tra l'aculeo e il segmento base di ambo i cheliceri, sia l'angolo tra il segmento base e il cefalotorace. Nelle tarantole e in altre migali la separazione orizzontale tra le punte degli aculei rimane quasi invariata, ma nelle altre specie si allarga mentre i cheliceri si alzano. In termini scientifici questo sistema è chiamato coassiale nel primo caso, biassiale nel secondo. Il sistema biassiale è il più diffuso.
Entrambe le punte dei cheliceri di un ragno di grandi dimensioni, come quelle mostrate nella fotografia di questa sezione, sono alquanto taglienti e acuminate. La conformazione fisica del corpo del ragno riesce a ben guidare i due aculei nell'atto di penetrare la carne della vittima. È stato riportato che le punture di alcuni ragni, come quelle del pericoloso Sydney funnel-web (Atrax robustus) dell'Australia, riescono a perforare il cuoio morbido delle scarpe.

### Tipi di morso

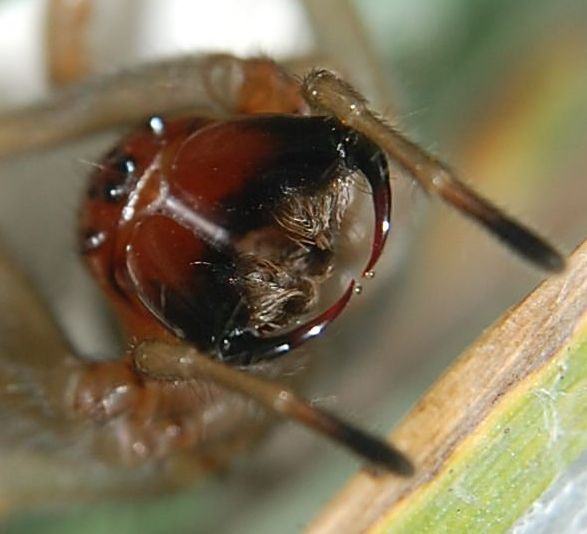
Femmina di Cheiracanthium punctorium con i cheliceri in posizione di attacco biassiale. Si scorgono le piccole gocce di veleno in prossimità delle punte degli aculei.

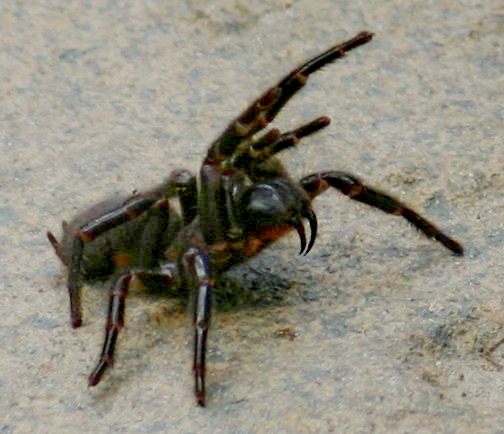
Maschio di Atrax robustus fotografato al parco dei rettili di Gosford, Australia, in posizione di attacco. Si notano le zampe anteriori alzate e i cheliceri eretti.

Il ragno sa controllare la quantità di veleno iniettata nella vittima durante il morso e regola la dose in base alle circostanze. Produrre veleno ha un costo in termini energetici e conviene, dunque, non sprecarlo. Il morso può avvenire per attacco o per difesa, a seconda che il soggetto stia aggredendo una preda per cibarsene oppure si stia difendendo da una situazione percepita come pericolosa. Mentre cattura la preda, il ragno in genere regola il quantitativo di veleno in base alle dimensioni della vittima; quando, invece, morde per difesa, il suo unico scopo è riuscire a costringere l'attaccante a rilasciare la presa per evitare di essere maltrattato o ferito. Talvolta il ragno non inocula veleno e, in tal caso, si parla di dry bite, letteralmente morso a secco. I morsi delle migali all'uomo sono spesso del tipo dry bite.
Poiché l'uomo e, in generale, i grandi mammiferi non sono considerati prede dai ragni, ne segue che i ragni non attaccano l'uomo. La quasi totalità dei loro morsi, ricevuti dalle persone, sono di tipo difensivo e spesso dry bite o talvolta a piccola dose di veleno, perché essi hanno come unico scopo quello di allontanare la persona. Alcuni ragni, tra cui la pericolosa Phoneutria fera brasiliana, possono diventare aggressivi verso i grandi animali, uomo incluso, quando percepiscono una minaccia.
Il veleno dei ragni del genere Phoneutria è molto tossico per l'uomo e ha, a grandi linee, un potere offensivo circa dieci volte maggiore di quello degli altri ragni considerati potenzialmente mortali per l'uomo adulto. Ciò nonostante, conseguenze serie per una loro puntura sono poco comuni, perché il loro morso verso l'uomo è spesso di tipo dry bite o con scarso quantitativo di veleno inoculato. Nel caso il morso non fosse tale, esso potrebbe divenire letale.

### Prevenire il morso

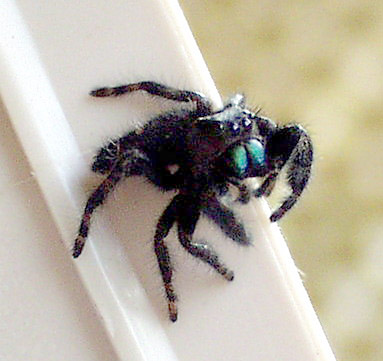
Cheliceri di Phidippus Audax

Prima di mordere, il ragno assume la tipica posizione di attacco, di fronte alla quale si è ancora in tempo ad arretrare, e morde solo come ultima risorsa se non ha altra scelta.
Quasi tutti i morsi inferti all'uomo avvengono perché il ragno viene inavvertitamente calpestato, oppure perché si introduce una mano o un piede in un capo di vestiario o in una scarpa, dove esso si trova nascosto. Anche piccoli ragni possono dare morsi dolorosi, se vengono intrappolati o stretti. Per esempio, il comune ragno saltatore, che raggiunge un solo centimetro di lunghezza, può infliggere morsi dolorosi come la puntura di un'ape se intrappolato nel palmo della mano o se seriamente infastidito.
Occorre prestare sempre cautela quando si vuol eliminare una ragnatela, o muovere una vecchia scatola o una calzatura da tempo in disuso oppure un indumento lasciato a terra. Per rimuovere la tela, conviene agire dolcemente aiutandosi con una lunga scopa; prima di muovere la scatola conviene spostarla con la scopa e aprirla per assicurarsi che, all'interno o dietro di essa, non alberghino ospiti indesiderati. Eventuali ragni presenti fuggiranno in fretta. L'attacco chimico con insetticidi non è mai raccomandabile e va utilizzato solo come ultima risorsa.

## Veleno

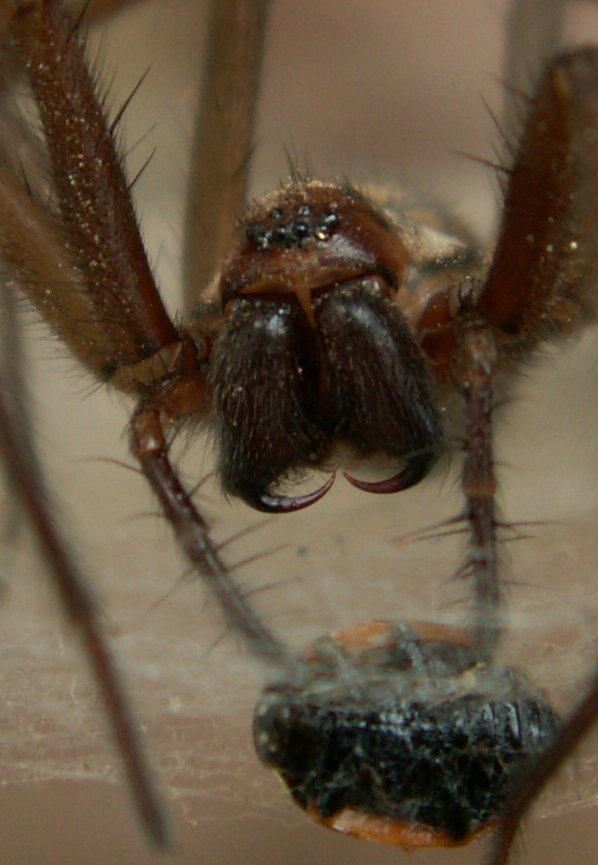
Cheliceri di Tegenaria gigantea.

L'elemento più significativo in campo medico riguardo al morso del ragno è il suo veleno. L'avvelenamento da ragno avviene quando il ragno morde qualcuno e decide d'inoculare veleno nella ferita. Non tutti i morsi implicano inoculazione. La quantità di veleno iniettata può variare da zero (morso secco) all'ammontare massimo possibile per il tipo di ragno in base alle circostanze e all'ambiente. Ragni di specie diverse si comportano diversamente di fronte ad analoga situazione. Tranne pochissime eccezioni, come gli aracnidi dell'ordine dei Solifugae, tutti i ragni sono velenosi. Tuttavia il loro veleno è spesso quasi innocuo per l'uomo e il morso meccanico in sé, veleno a parte, non è quasi mai preoccupante. Taluni morsi lasciano però ferite così larghe che insorge il pericolo d'infezione e talaltri possono veicolare batteri infettivi che all'atto della puntura si trovavano sugli aculei. In ogni caso è la tossicità del veleno a porre i maggiori rischi per l'uomo: alcuni ragni dispongono di veleno che può risultare fatale nella quantità tipicamente iniettata con una singola puntura. Questi ragni sono potenzialmente mortali.
Con l'eccezione degli Uloboridae, degli Holarchaeidae, dei primitivi Mesothelae e di altri aracnidi che ragni non sono sebbene vi somiglino quali gli Opilionidi e i Solifugi, tutti i ragni sono in grado di secernere veleno. Ciò nonostante solo il morso di una piccola percentuale di specie è pericoloso per l'uomo. Molti hanno cheliceri non in grado di penetrare la pelle umana, altri dispongono di veleni non abbastanza tossici nella quantità inoculata per meritare l'attenzione di un medico. Pochissimi possono causare la morte.
Il loro veleno agisce in base a uno di due principi e per tale ragione viene distinto in due classi: neurotossico se attacca il sistema nervoso, necrotossico se attacca i tessuti attorno alla ferita o gli organi interni.

### Neurotossico

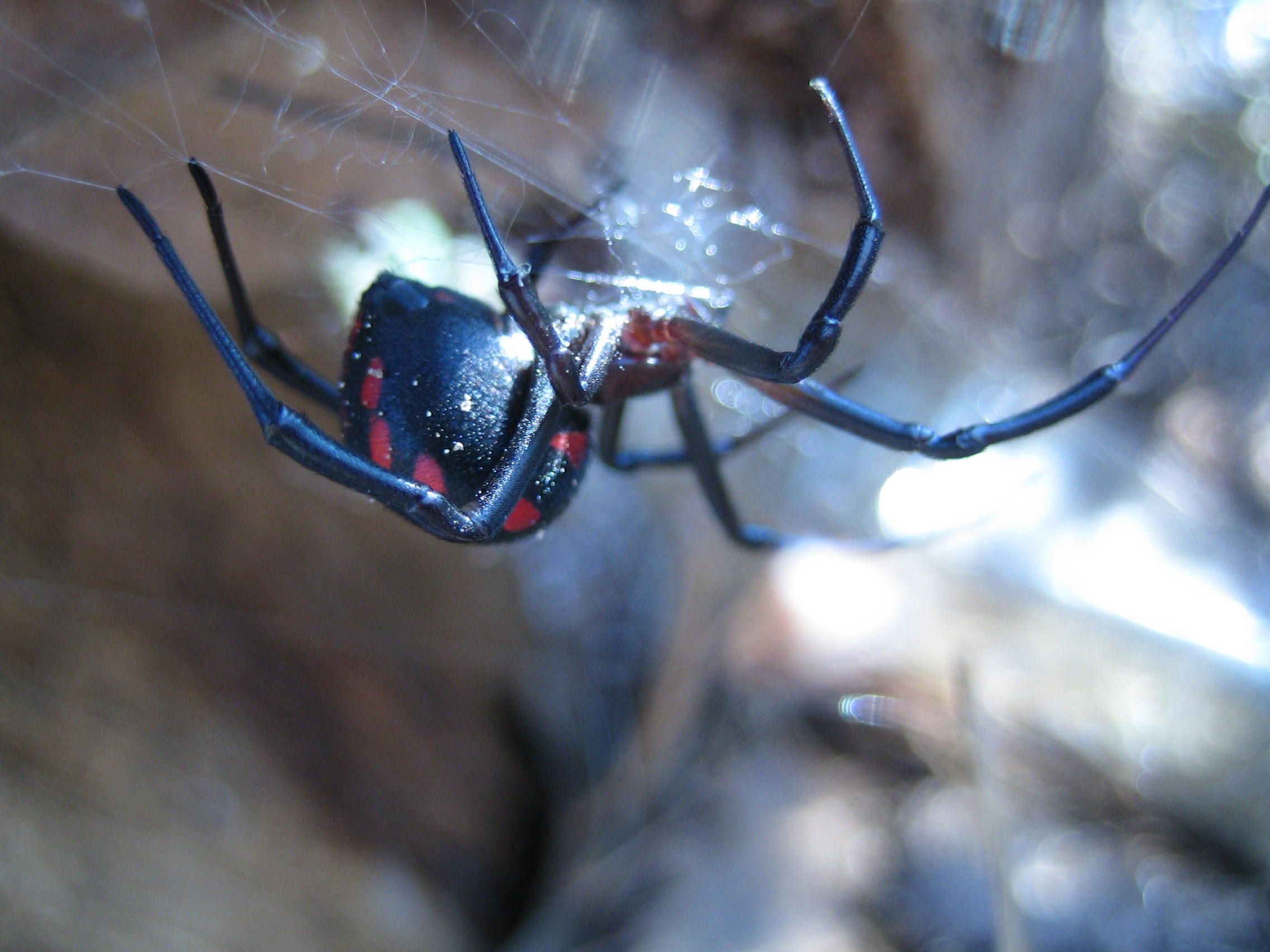
Malmignatta (Vedova nera mediterranea).

La maggioranza dei ragni possiede veleni neurotossici, cioè basati su neurotossine che attaccano in qualche modo il sistema nervoso. Le tossine variano da ragno a ragno.
- La Latrodectus mactans, familiarmente chiamata vedova nera, dispone della latrotossina, che provoca il rilascio del neurotrasmettitore acetilcolina che stimola la contrazione muscolare. Ciò può comportare seri disturbi per il corpo umano, tra cui dolorosi crampi addominali, interferenze con il sistema respiratorio e altri effetti sistemici.[2]
- L'australiano Atrax robustus, familiarmente chiamato ragno dei cunicoli, e la Missulena occatoria, familiarmente detta ragno topo, hanno tossine in grado di aprire il canale ionico del sodio nelle cellule e provocare eccessiva attività neurale che interferisce con la normale attività corporea.
- La Phoneutria, familiarmente detta ragno vagabondo, dispone di una potente neurotossina che attacca vari canali ionici.[10] Oltre a ciò il suo veleno contiene alta concentrazione di serotonina che rende molto doloroso il morso.

### Necrotossico

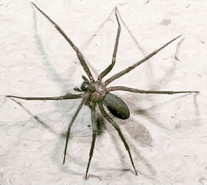
Loxosceles reclusa

I ragni che dispongono di veleno necrotossico appartengono alla famiglia Sicariidae, che include sia il genere Loxosceles sia la specie Sicarius hahni. I membri di questa famiglia possiedono l'agente dermonecrotico sfingomielinasi D. Alcune specie sono più velenose di altre, in particolare la quantità di sfingomielinasi posseduta dalle Loxosceles cileni e dalle Sicarius sudafricane è un ordine di grandezza maggiore rispetto a quella degli altri ragni della stessa famiglia, come la Loxosceles reclusa.
Il morso di questi ragni produce sintomi che vanno da modesti effetti locali a gravi lesioni dermonecrotiche che possono condurre a insufficienza renale e anche alla morte. Pur in assenza di effetti sistemici possono provocare ulcere necrotiche che distruggono i tessuti molli e che richiedono mesi, talvolta anni, per cicatrizzarsi lasciando però chiare cicatrici visibili. Il tessuto può anche andare incontro a gangrena. In principio non si avverte dolore per il morso, poi nel volgere di 2-8 ore la zona inizia a prudere e nelle successive 12-36 ore il dolore si acuisce e si manifestano effetti locali; con il passare dei giorni compare la necrosi e la ferita può allargarsi fino a raggiungere i 25 cm nei casi più gravi.
Seri effetti sistemici possono manifestarsi prima di questo periodo poiché il veleno si diffonde nel corpo nel volgere di pochi minuti. I sintomi leggeri includono nausea, vomito, febbre, eruzione cutanea e dolori muscolari; i più gravi emolisi, piastrinopenia e coagulazione intravascolare disseminata. I pazienti debilitati, in particolare i bambini e gli anziani, possono essere più predisposti al loxoscelismo sistemico.
Casi di morte sono stati riportati per i morsi sia di Loxosceles reclusa sia delle specie sud americane Loxosceles laeta e Loxosceles intermedia.
Nella letteratura medica i morsi necrotossici sono stati associati anche ad altri ragni, tra cui la Tegenaria agrestis, la Lampona cylindrata, la Lampona murina, la Cheiracanthium inclusum e la Cheiracanthium mildei. Tuttavia i loro morsi non provocano i gravi sintomi ascrivibili alla Loxosceles e quindi la pericolosità di questi ragni è assai dubbia. Sino ad oggi nessuna necrotossina nota è stata isolata nel loro veleno e alcuni aracnologi hanno messo in dubbio il riconoscimento della specie eseguito da chi è stato morso o dai suoi familiari o dai medici intervenuti. Si sono svolti molti studi, basati su riconoscimenti sicuri compiuti da esperti, riguardo alla reale pericolosità di questi ragni e si è osservato che il numero di ferite necrotiche cala drasticamente quando si eliminano dalla casistica le classificazioni incerte.

## Trattamento
Applicare il ghiaccio o una benda di cotone con acqua fredda e chiamare il medico.

## Ragni con veleno clinicamente significativo
In ogni parte del mondo sono diffusi ragni con veleno di rilevanza medica, tranne nelle regioni più fredde del pianeta. In generale c'è accordo riguardo alle specie il cui morso può essere fatale per l'uomo, viceversa manca unanimità d'intesa su come organizzare genere e specie in rapporto alla loro pericolosità.
I ragni di seguito elencati sono noti per aver causato decessi ben documentati nella letteratura medica. I sintomi spaziano dal dolore localizzato alla distruzione dei tessuti e alla morte.
Solo quattro generi sono documentati come sicuramente mortali: Phoneutria, Atrax, Latrodectus e Loxosceles. Altri tre generi dispongono di veleni potenzialmente mortali a livello di studio tossicologico e simili a quelli dei generi Atrax e Loxosceles, sono: Hadronyche, Missulena e Sicarius. Infine esistono casi di sospette morti da altri due generi, non confermate però in letteratura scientifica: Tegenaria e Haplopelma.

### Phoneutria

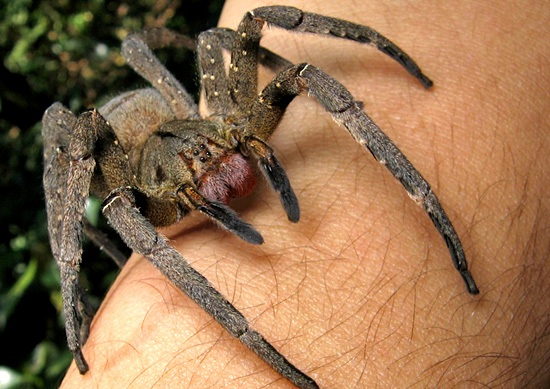
Phoneutria negriventer

La Phoneutria si differenzia in cinque specie: P. bahiensis, P. boliviensis, P. fera, P. nigriventer, P. reidyi; di queste le più aggressive e pericolose sono P. nigriventer e P. fera. In lingua inglese è chiamata Brazilian wandering spider, in portoghese Armadeira. Nell'edizione 2007 del Guinness Book of World Records è citata come il ragno più velenoso del mondo, sebbene la questione sia controversa.
È diffusa nell'America centrale e del Sud, soprattutto in Brasile. Il corpo è di colore marrone con la parte basale dei cheliceri rosata, le dimensioni sono ragguardevoli e somigliano a quelle di una piccola tarantola. La si può incontrare fra i caschi di banane, nascondigli abituali di molti altri ragni, e anche nelle abitazioni urbane nascosta nelle scarpe, nei vestiti o nei sacchetti della spazzatura. Conviene quindi prestare la massima cautela quando si scorge un ragno di grandi dimensioni tra le banane o in un capo di abbigliamento, in particolare se assume la caratteristica posizione di attacco con le zampe anteriori alzate. È molto aggressiva.
Statistiche condotte dall'istituto di medicina tropicale di San Paolo mostrano che la distribuzione dei morsi inferti all'uomo durante l'anno nella regione di Campinas raggiunge il massimo nei mesi di marzo e aprile, perché quel periodo coincide con quello dell'accoppiamento e le Phoneutriae tendono quindi a essere meno nascoste e più attive. I morsi vengono inferti quasi sempre alle estremità, mani e piedi, di solito all'interno delle case urbane e in orari diurni, sebbene questi ragni abbiano abitudini crepuscolari.
Un terzo dei morsi inferti all'uomo sembra essere dry bite, cioè senza veleno inoculato; tuttavia la difficoltà di riconoscere l'esatta sottospecie, anche nell'ipotesi che dopo il morso il ragno sia stato catturato e ben conservato, rende per lo meno incerta quest'affermazione. In ambo i casi è assai doloroso per causa dei grandi e robusti cheliceri e per la presenza di serotonina nel veleno.
La neurotossicità lo rende, assieme all'australiano Atrax robustus, uno dei ragni più pericolosi in assoluto. Bastano 0,006 milligrammi di veleno iniettato per via intravenosa, oppure 0,134 inoculato sotto pelle, per uccidere un topo di 20 grammi di massa corporea; per raffronto servono rispettivamente 0,110 mg o 0,2 mg di veleno della vedova nera per ottenere lo stesso effetto. In particolare il veleno della Phoneutria negriventer ritarda l'inibizione dei canali neuronali del sodio; ciò può condurre alla depolarizzazione delle fibre muscolari e delle terminazioni nervose in prossimità delle giunzioni neuromuscolari e all'attivazione del sistema nervoso autonomo fino a provocare il rilascio di neurotrasmettitori come l'acetilcolina e la catecolamina. I peptidi presenti nel suo veleno possono indurre contrazioni della muscolatura vascolare e aumentare la permeabilità vascolare attivando il sistema del tessuto kallikrein e stimolando il rilascio di ossido di azoto. Questo aiuta a comprendere i sintomi locali e sistemici caratteristici del suo morso, tra cui si annoverano il priapismo che può condurre a impotenza, la tachicardia, il vomito, la diarrea, la parestesia, l'edema e lo shock anafilattico. Da quando nel 1996 furono sviluppati antidoti specifici per il suo veleno non si sono più registrati casi di morte, ma il pericolo non è scongiurato e permane soprattutto per i bambini e per le persone più deboli. La somministrazione dell'antiveleno è necessaria solo nel 2,3% dei casi.

### Atrax,Hadronyche

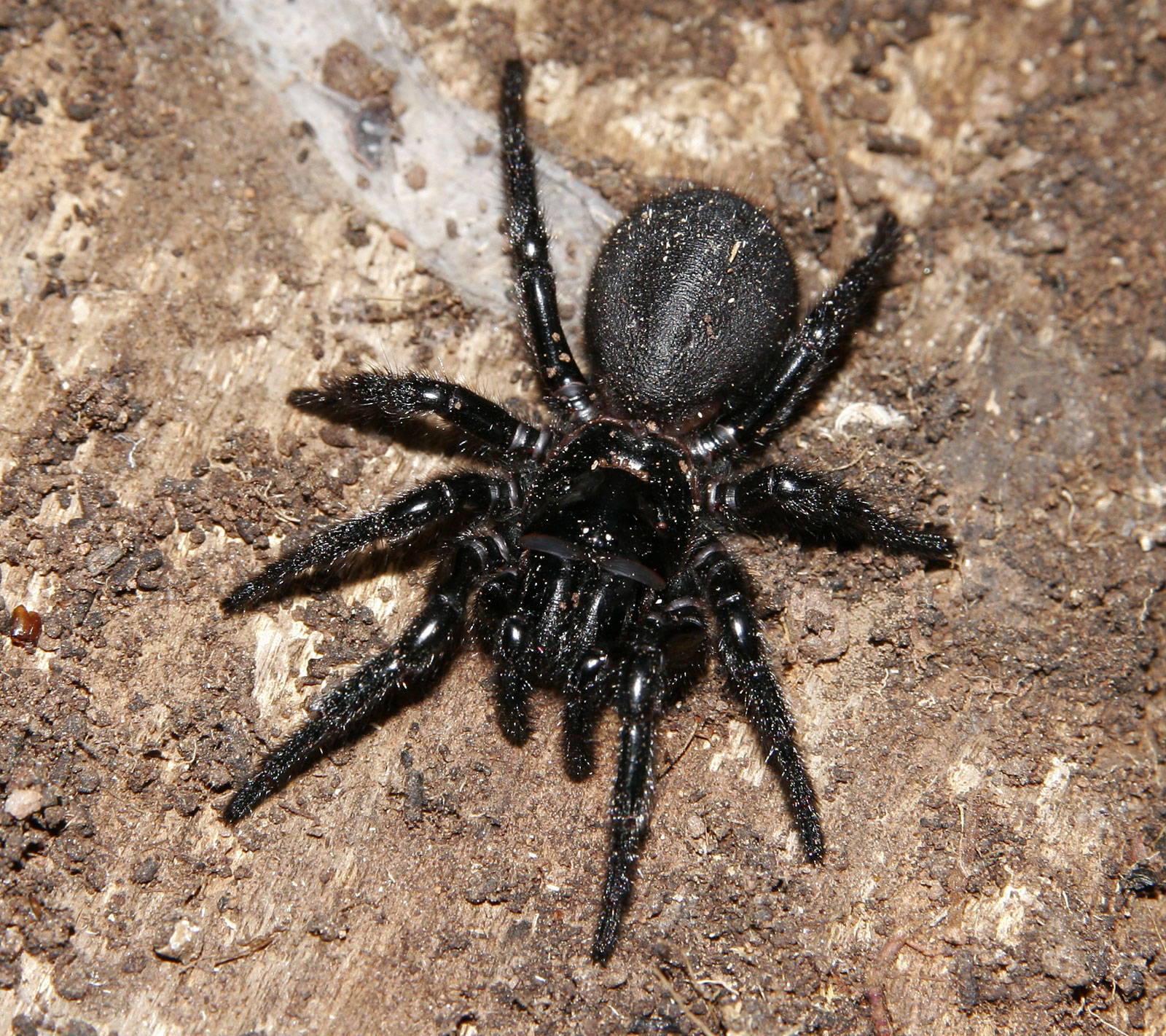
Hadronyche modesta

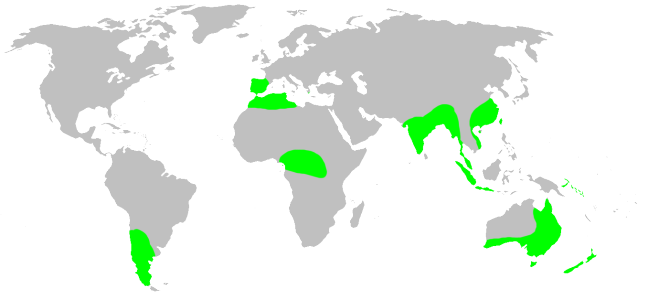
Distribuzione mondiale della famiglia Hexathelidae.

I ragni australiani venomous funnel-web, come il Sydney funnel-web, sono migalomorfi che appartengono alla famiglia delle Hexathelidae, generi Atrax e Hadronyche, e di frequente mordono l'uomo causando in qualche raro caso la morte. In particolare sono noti almeno tredici casi di morte per morsi inferti da Atrax robustus.
Devono il nome all'abitudine di tessere lunghe ragnatele a forma d'imbuto che possono svilupparsi in lunghezza dai 20 ai 60 centimetri. Considerati tra i più pericolosi del mondo sono aggressivi e anziché fuggire tendono a mordere se disturbati. L'Atrax robustus, anche detto Sydney funnel-web, è un ragno nero, robusto, di grandi dimensioni, che vive in Australia nelle aree attorno a Sydney. Il suo veleno contiene il composto chiamato robustotossina, una molecola peptidica neurotossica molto pericolosa per gli esseri umani. Diversamente dalla Phoneutria, i cui morsi sono talvolta dry, questi ragni inoculano quasi sempre molto del veleno di cui dispongono.
Ci sono altre specie pericolose di Atrax e Hadronyche in Australia e in Tasmania. Di solito i maschi di queste specie dispongono di veleno più potente, in alcuni casi cinque volte più potente, rispetto al veleno della femmina. Sono meno stanziali e s'incontrano con più facilità in estate.
Un altro genere della famiglia Hexathelidae è stato segnalato come pericolo per l'uomo: il Macrothele, a Taiwan. Tuttavia non sono conosciuti casi in cui abbia cagionato la morte. In letteratura medica gli unici casi di morte provocata da ragni di questa famiglia si riferiscono all'Atrax robustus.

### Theridiidae

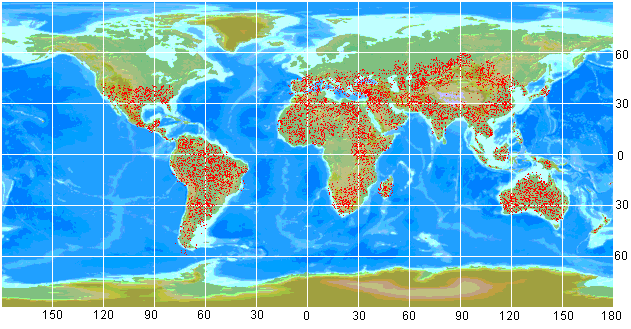
Distribuzione mondiale della vedova.

Solo due generi di questa famiglia hanno rilevanza medica: le vedove (Latrodectus) e le false vedove (Steatoda). Le prime, in particolare le vedove nere, sono più pericolose delle seconde e sono di gran lunga le maggiori responsabili dei casi di morte perché diffuse in quasi ogni paese dal clima caldo o temperato. In Italia la vedova è rappresentata dalla malmignatta (Latrodectus tredecimguttatus).

#### Latrodectus(vedove)

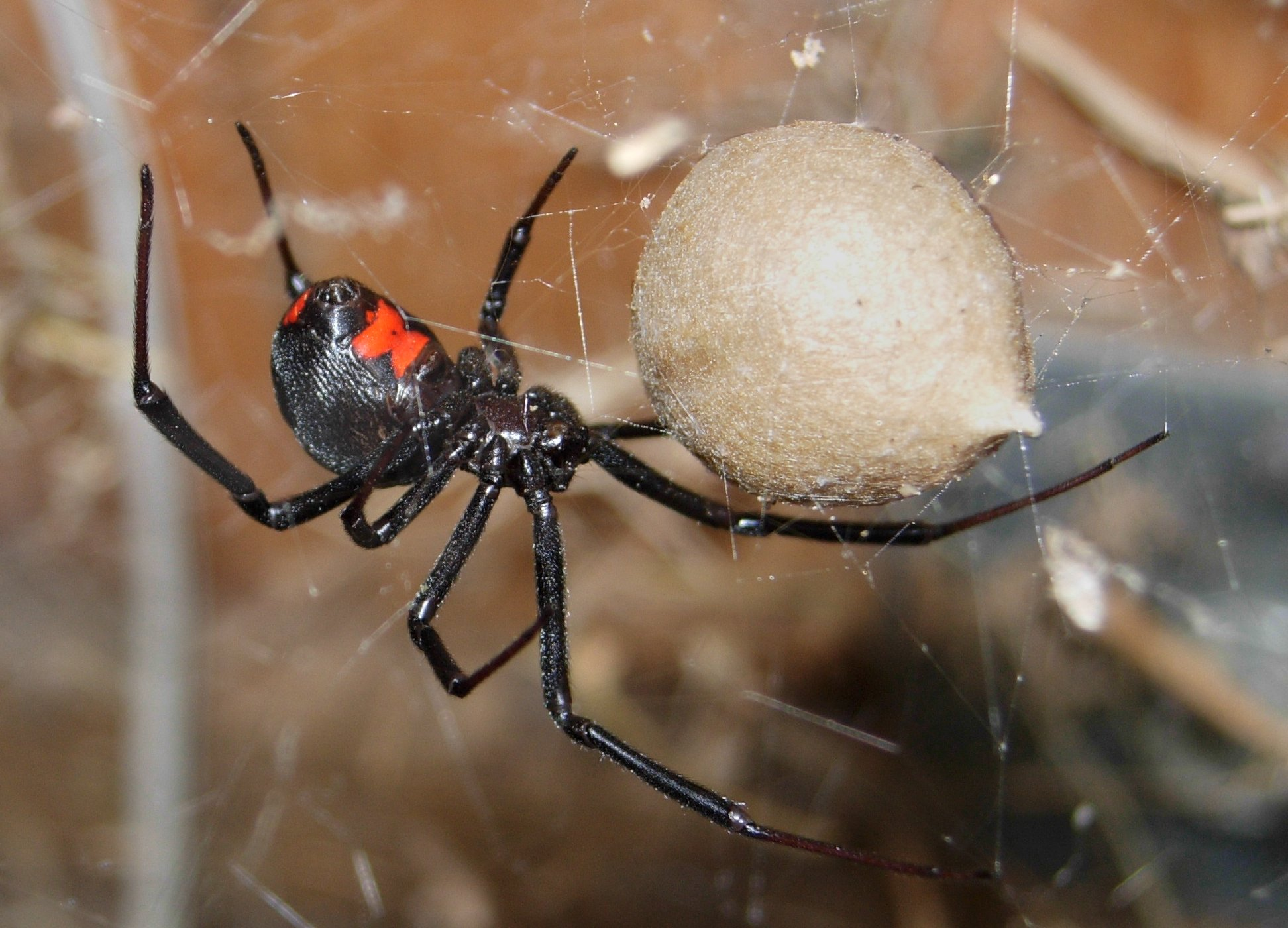
Vedova nera

Le vedove sono i ragni appartenenti al genere Latrodectus; tra queste la più nota è sicuramente la vedova nera (Latrodectus mactans). Ha abitudini stanziali e raramente si allontana dalla ragnatela poiché non ha buona vista e al di fuori della tela si muove con difficoltà. È di carattere schivo e preferisce la fuga all'attacco, ma può mordere se viene disturbata la sua ragnatela o se percepisce una minaccia. Il maschio ha dimensioni minori della femmina, circa la metà, ed è ancor meno aggressivo.
Il morso è doloroso e il veleno neurotossico inoculato può causare sintomi conosciuti con il nome di latrodectismo, sintomi che comprendono crampi muscolari simili alle contrazioni indotte dal tetano. In rari casi può condurre alla morte.
Veleno
Tra le sostanze che compongono il veleno si annoverano tossine polipeptidiche che interagiscono con i recettori dei canali ionici del calcio, del sodio e del potassio provocando il rilascio di vari neurotrasmettitori, tra cui l'α-latrotossina; adenosina; guanina; inosina; 2,4,6-triidrossipurina.
Effetti
Tra gli effetti sistemici che possono manifestarsi entro un'ora, oltre al lieve dolore meccanico e al segno superficiale del morso percepibile soprattutto dai bambini, si annoverano: indurimento dell'area morsa, debolezza, crampi muscolari, difficoltà di respirazione, nausea, vomito, cefalea, ansia, ipertensione, tachicardia, diaforesi, aumento della salivazione, rigidità addominale. Nei successivi due-tre giorni, soprattutto in Europa e in Sudafrica: edema polmonare, bronchite.
Rimedi
Prima di somministrare eventualmente l'antidoto è importante determinare il grado di avvelenamento del paziente, di solito classificato in tre livelli. La somministrazione va compiuta solo nel caso di rischio di complicazioni e in ogni caso mai sul campo ma solo in ambulatorio, per minimizzare il rischio di anafilassi.
- 1º grado:

lieve dolore locale della zona colpita dal morso
parametri vitali normali
- 2º grado:

dolore muscolare della parte morsa, di solito un'estremità
estensione del dolore muscolare all'addome, soprattutto quando il morso ha colpito le estremità inferiori
diaforesi locale o dell'estremità morsa.
- 3º grado

dolori muscolari diffusi su schiena, addome, petto
diaforesi diffusa
parametri vitali fuori norma (pressione sanguigna maggiore di 140/90 millimetri di mercurio, pulsazioni maggiori di 100);
nausea
vomito
cefalea
Tra le possibili cure ospedaliere, oltre alla somministrazione dell'antidoto nei gravi casi in cui gli analgesici falliscono, ci sono rimedi meno invasivi come la somministrazione di analgesici oppioidi e sedativi, il supporto respiratorio con ossigeno e l'estrazione del veleno tramite apparecchiature medicali. I rimedi casalinghi come gli impacchi a base di erbe riescono di solito inutili.
Tra gli analgesici per tenere sotto controllo il dolore si usa di solito il solfato di morfina. Per inibire i recettori e i neurotrasmettitori e potenziare l'effetto dell'acido γ-aminobutirrico (GABA) si usa di solito lorazepam o diazepam o midazolam. L'antidoto va somministrato solo nei casi più gravi e serve per neutralizzare la tossina principale del veleno; prima dell'antidoto conviene somministrare difenidramina per ridurre il rischio di reazioni acute.

##### Latrodectus mactanset al. (vedova nera)

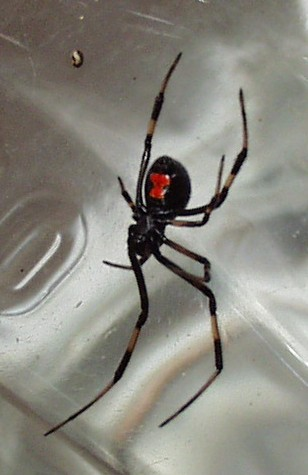
Vedova nera

Di modeste dimensioni, vive nelle aree rurali e anche in prossimità dei centri urbani. Oltre al genere Latrodectus mactans, sono diffusi anche i generi Latrodectus variolus e Latrodectus hesperus.
Il loro veleno è molto potente, anche se non il più potente tra quello dei ragni, oltre un ordine di grandezza rispetto al veleno del serpente a sonagli e ancor più rispetto a quello del cobra e del corallo, ma la quantità inoculata è piccolissima. Prima dello sviluppo di farmaci antiveleniferi specifici il numero di morsi mortali era il 5% dei morsi inferti.
Le vedove nere hanno cheliceri né grandi né robusti, nella femmina adulta gli aculei raggiungono appena il millimetro di lunghezza, tuttavia sufficienti per inoculare il veleno a una profondità pericolosa. La quantità modesta conduce raramente alla morte, anche nel caso di morso da parte di una femmina adulta, però induce sintomi molto spiacevoli, tra i quali rigonfiamento della parte offesa esteso fino a 15 cm, crampi muscolari e spasmi. Il maschio, più piccolo, inocula minore quantità a minore profondità. Il numero delle morti è oggi modesto rispetto a quello dei morsi inflitti: negli USA sono stati registri 63 decessi tra il 1950 e il 1989, a fronte del numero totale dei morsi che nel solo 1999 fu pari a 2500.

##### Latrodectus tredecimguttatus(malmignatta)

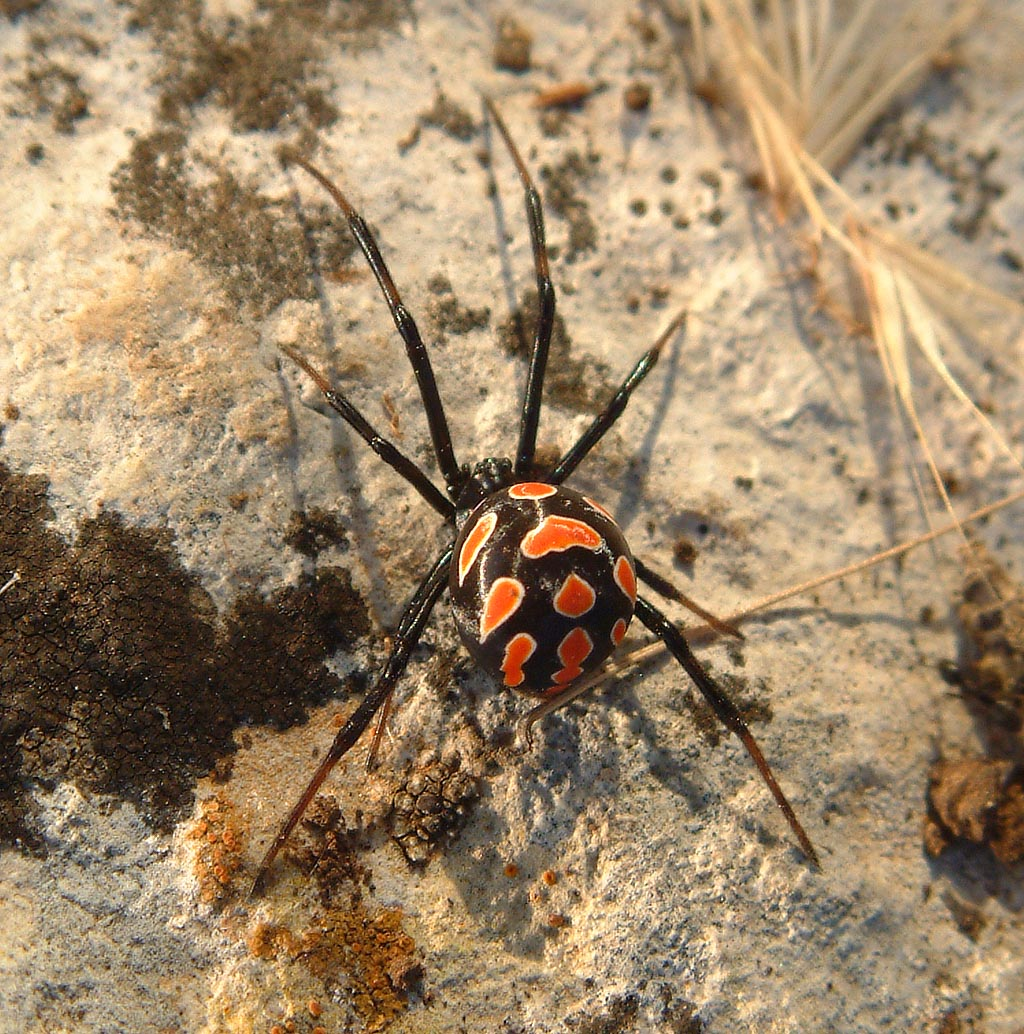
Femmina di malmignatta.

La Malmignatta (Latrodectus tredecimguttatus) è l'unica specie di vedova presente in Italia. Oltre ai noti sintomi di morso da vedova, di solito più blandi, possono manifestarsi spasmi dei muscoli facciali, edema delle palpebre e lacrimazione.

### Sicariidae
La famiglia delle Sicaridae comprende due generi, entrambi con veleno necrotossico molto pericoloso che include tra i suoi composti la sfingomielinasi D. Il primo è la Loxosceles, diffusa a livello mondiale ma più frequente in America. Il secondo è il Sicarius, diffuso soprattutto nell'emisfero australe.

#### Loxosceles

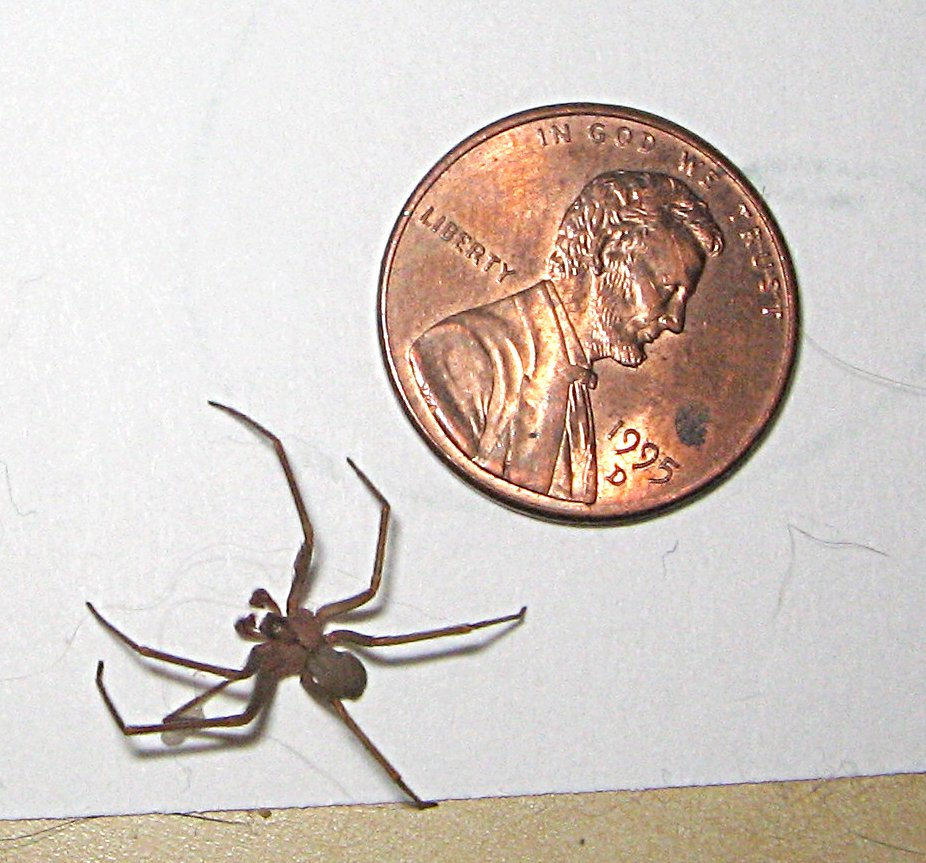
Loxosceles reclusa

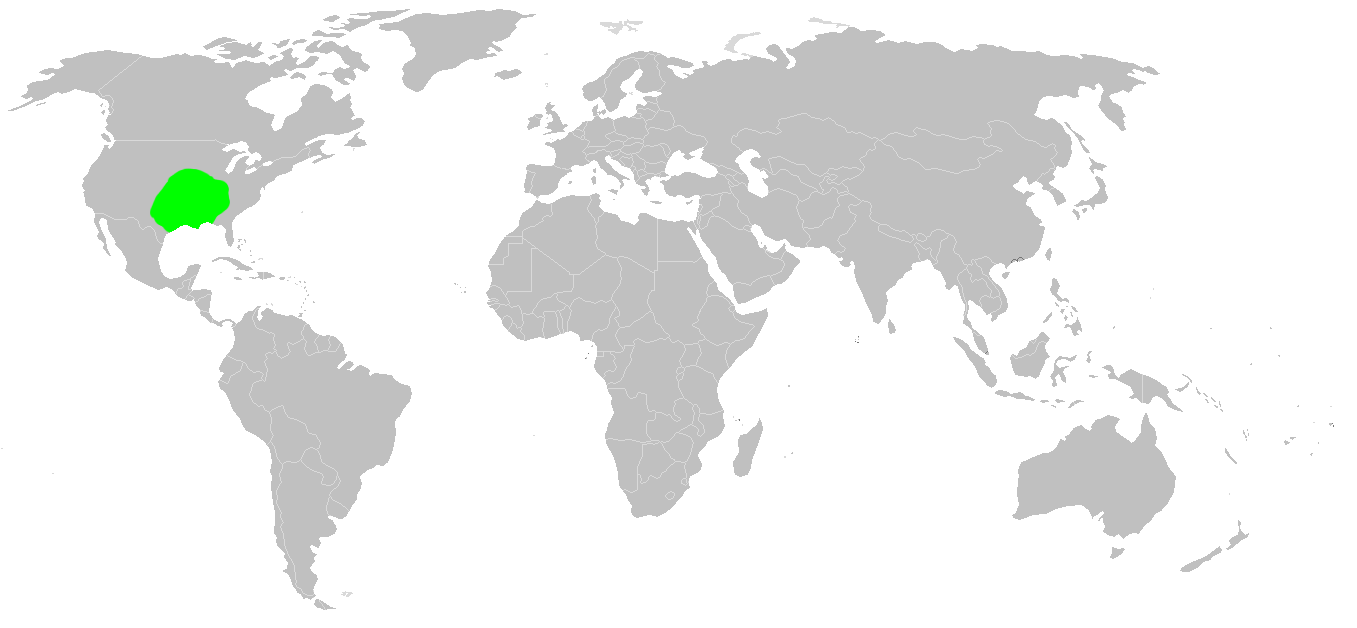
Distribuzione della Loxosceles reclusa

Il Loxosceles rufescens, anche se meno pericoloso delle specie americane, è assieme alla malmignatta uno dei pochi ragni italiani temibili per il morso.

### Missulena

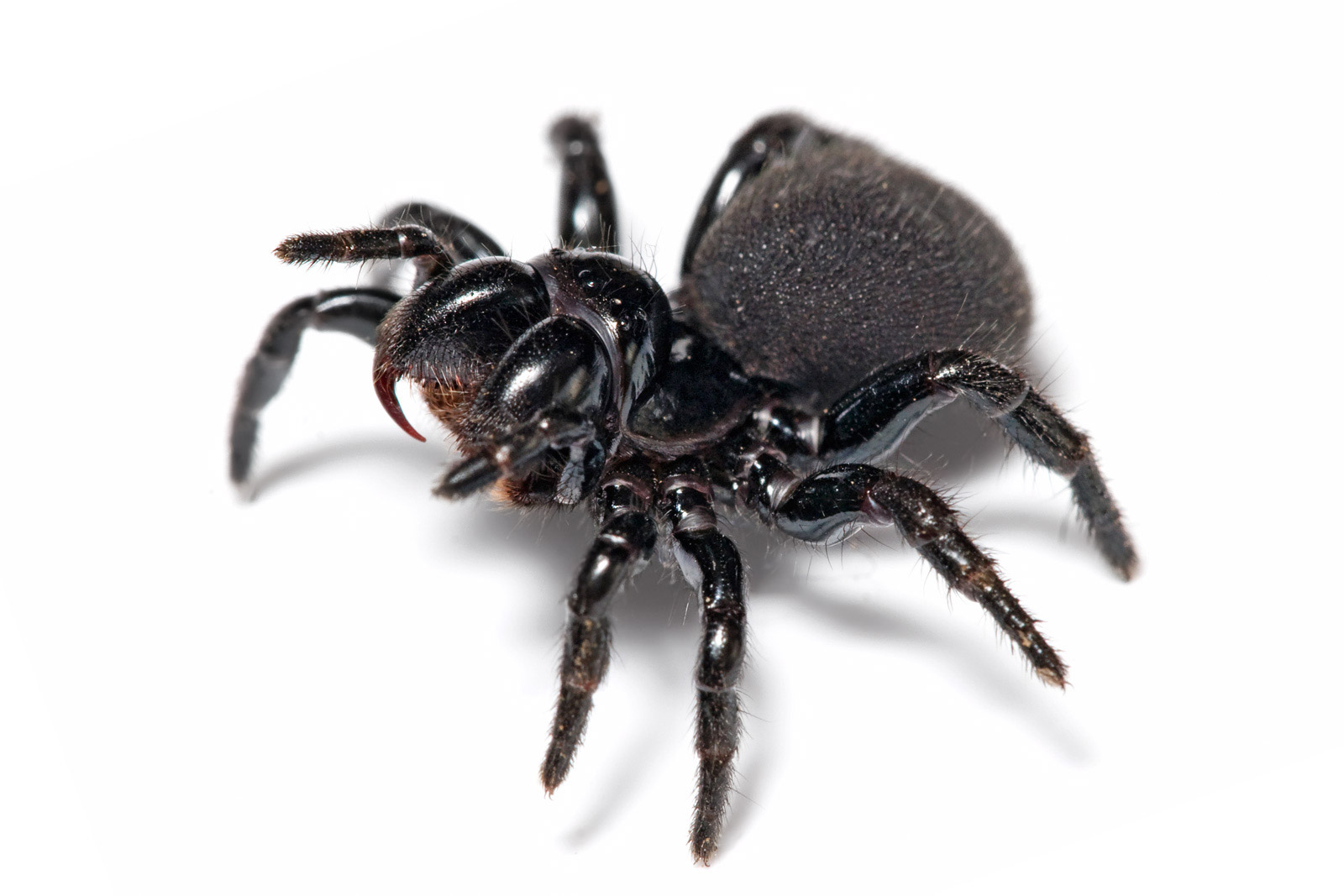
Missulena bradleyi in posizione di attacco.

### Theraphosidae

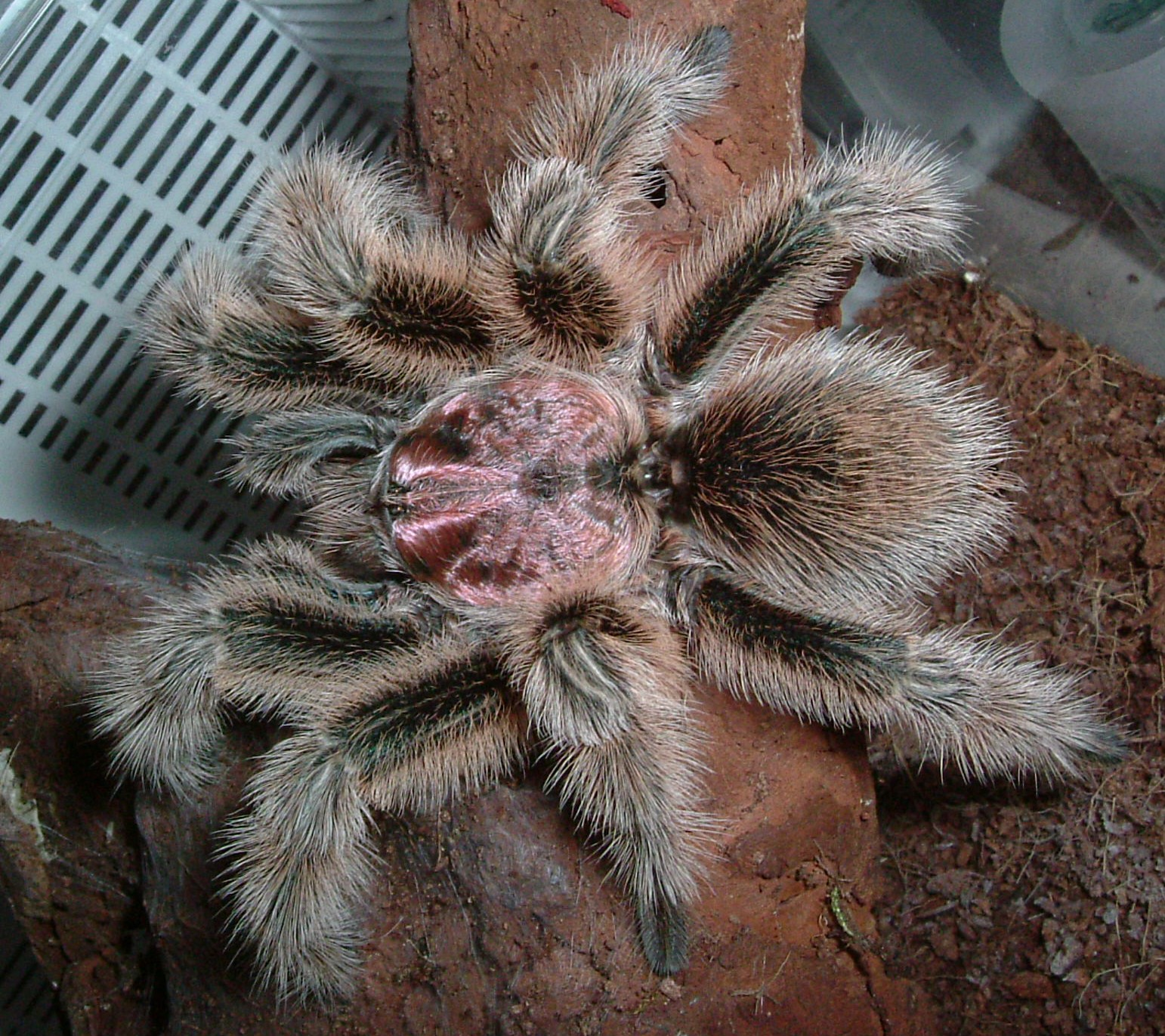
Femmina di Grammostola rosea.

La tarantola, famiglia delle Theraphosidae, ha temibile aspetto e dimensioni assai grandi, cheliceri molto robusti e in grado d'inoculare parecchio veleno. Tuttavia molte specie di tarantole sono quasi innocue per l'uomo.
Per tradizione si dividono in tarantole del nuovo continente e del vecchio continente, a seconda del luogo di origine.

#### Tarantola del nuovo continente

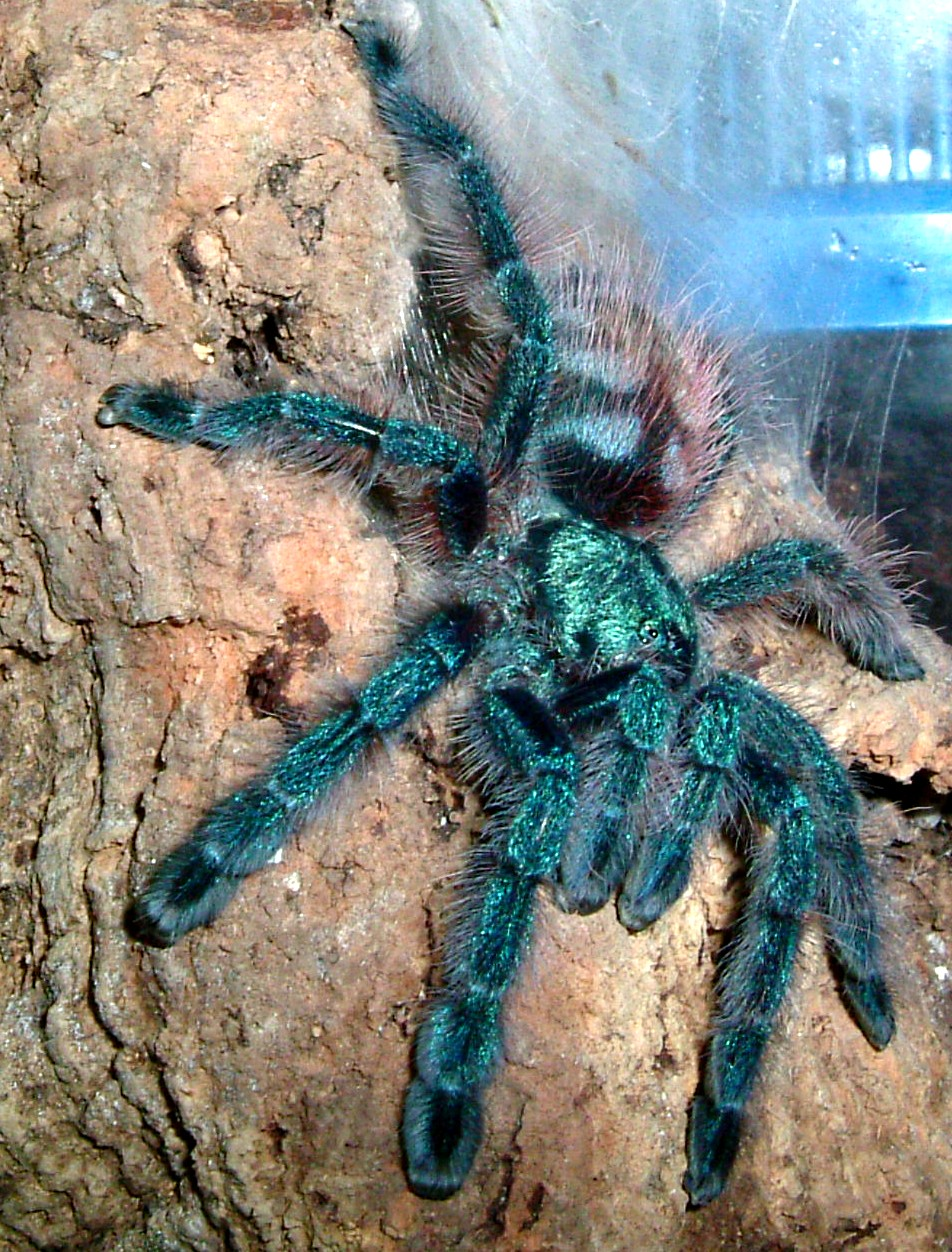
Femmina di Avicularia versicolor di 10 mesi.

È indigena dell'America. Il suo veleno pone scarsi rischi per l'uomo, a parte il dolore localizzato nel punto del morso. Il suo principale strumento di difesa sono i peli urticanti, che provocano irritazione e altri sintomi.

#### Tarantola del vecchio continente

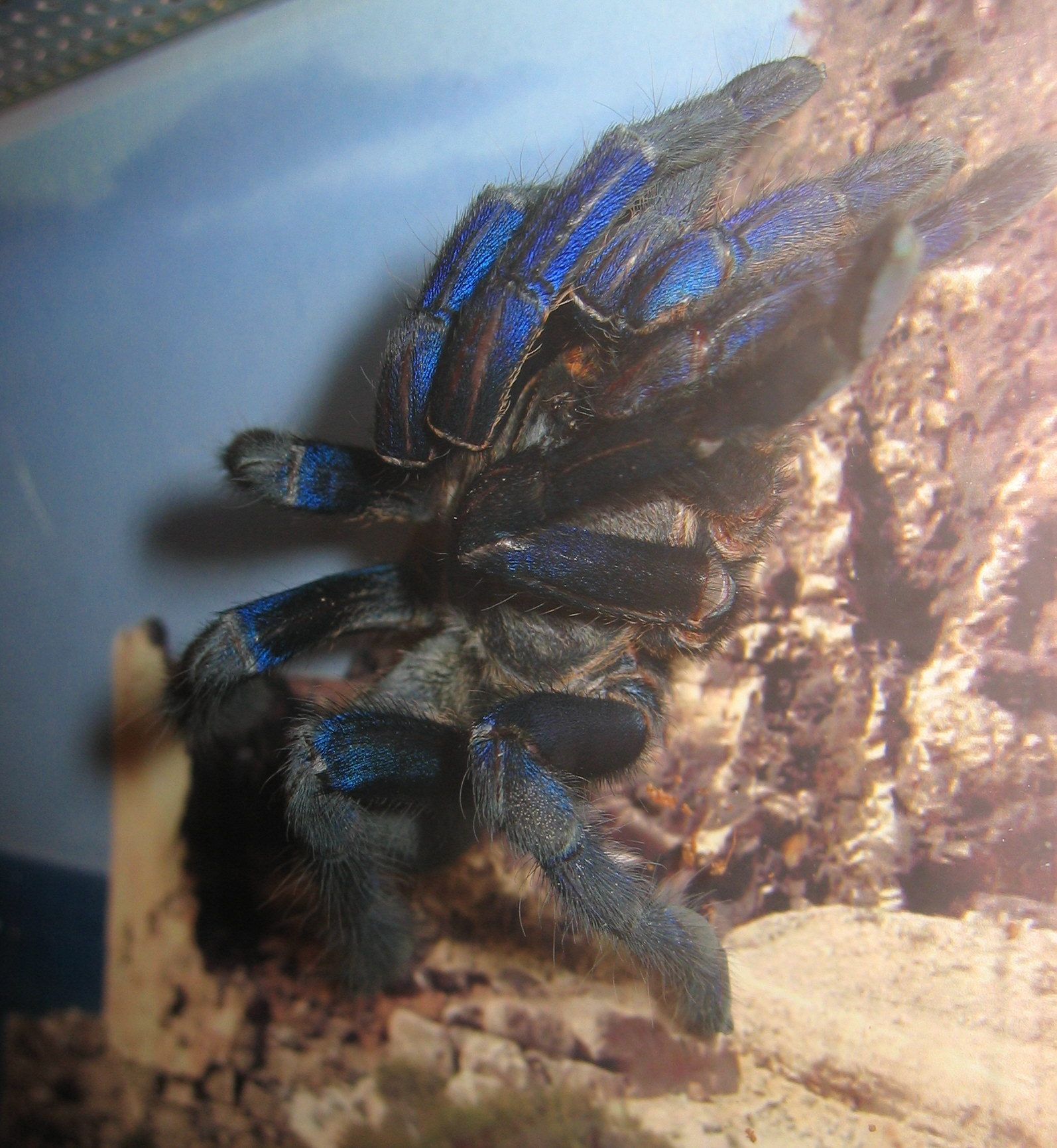
Haplopelma lividum, anche detta tarantola blu cobalto.

Le tarantole del vecchio continente, in particolare le indigene dell'Asia, sono un altro discorso. Lanciano peli urticanti e mordono sia per uccidere la preda sia per difesa, sono meno docili e possono mordere anche l'uomo se provocate. Gli effetti del loro veleno sono ancora poco studiati, ma l'esperienza suggerisce che sia più forte rispetto a quello delle tarantole del nuovo continente. Esistono segnalazioni di casi in cui il morso di Poecilotheriae ha condotto al ricovero ospedaliero.

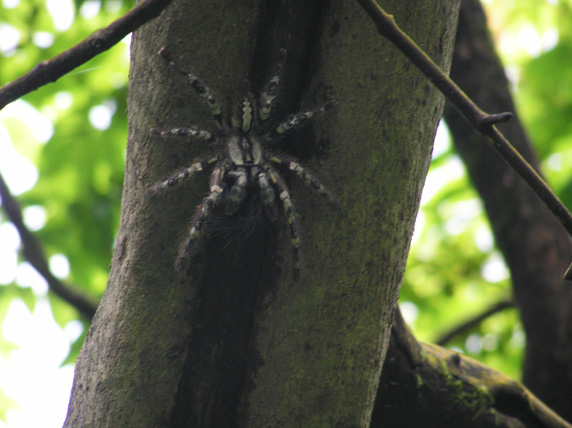
Poecilotheria regalis

I sintomi comprendono dolori locale e gonfiori, esaurimento, crampi muscolari di media e forte intensità, difficoltà respiratorie e febbre, a volte ritardati di qualche giorno dal momento del morso.
Una specie il cui veleno è stato studiato approfonditamente è la Haplopelma spp., una tarantola della sottofamiglia Ornithoctoninae. Contiene numerose tossine ed è in grado di uccidere un topo. È stato accusato di avere provocato un caso di morte in Cina, tuttavia c'è scarsa documentazione clinica riguardo agli effetti di questo veleno sull'uomo e pertanto non si possono ancora trarre conclusioni riguardo ai suoi effetti.

## Ragni con veleno clinicamente poco significativo

### Lamponidae

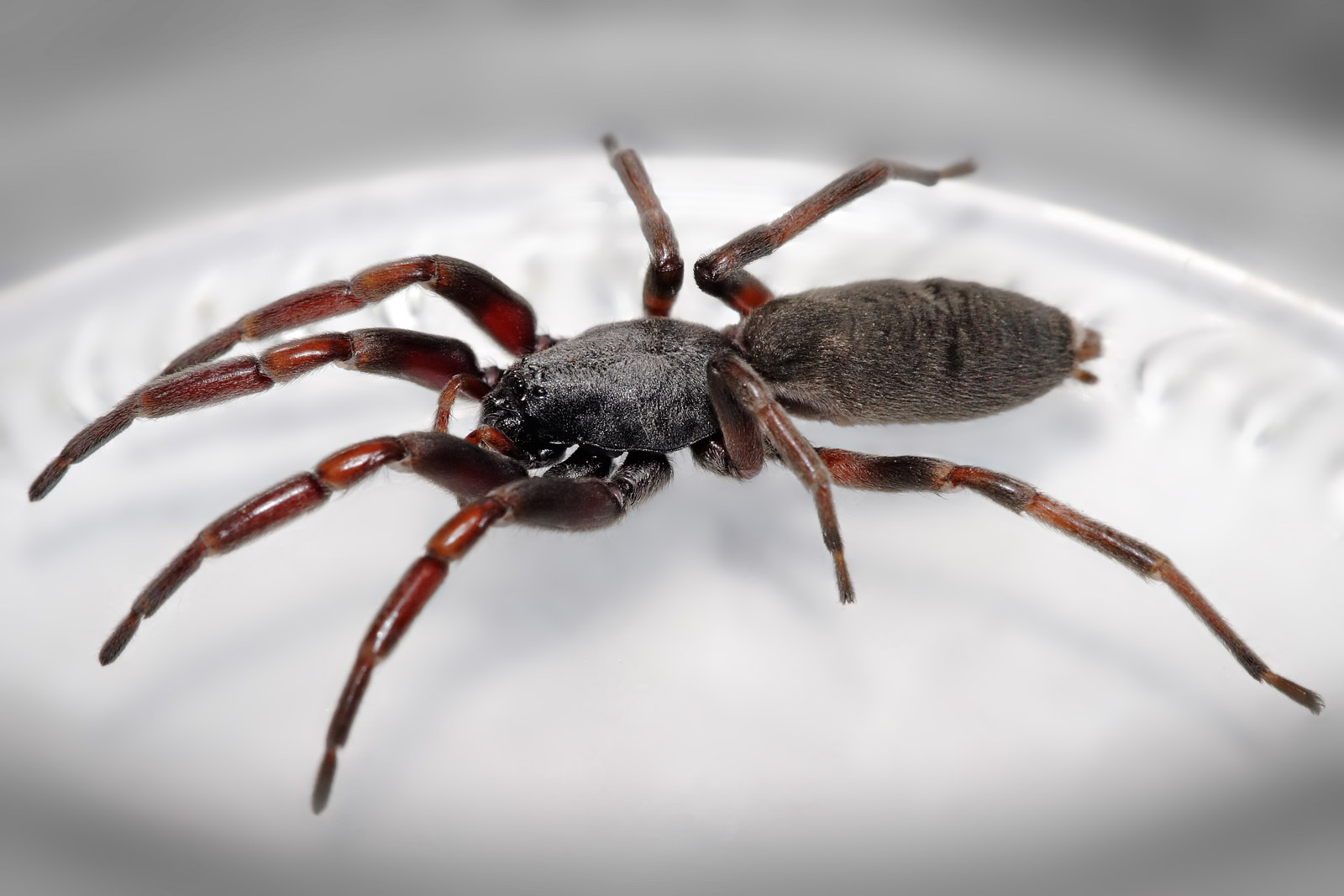
Specie Lampona sul fondo di un bicchiere.

La famiglia delle Lamponidae, molto nota con il nome inglese di White-tailed spider, è originaria dell'Australia e successivamente è stata introdotta in Nuova Zelanda dove i suoi membri sono oggi considerati parassiti domestici.

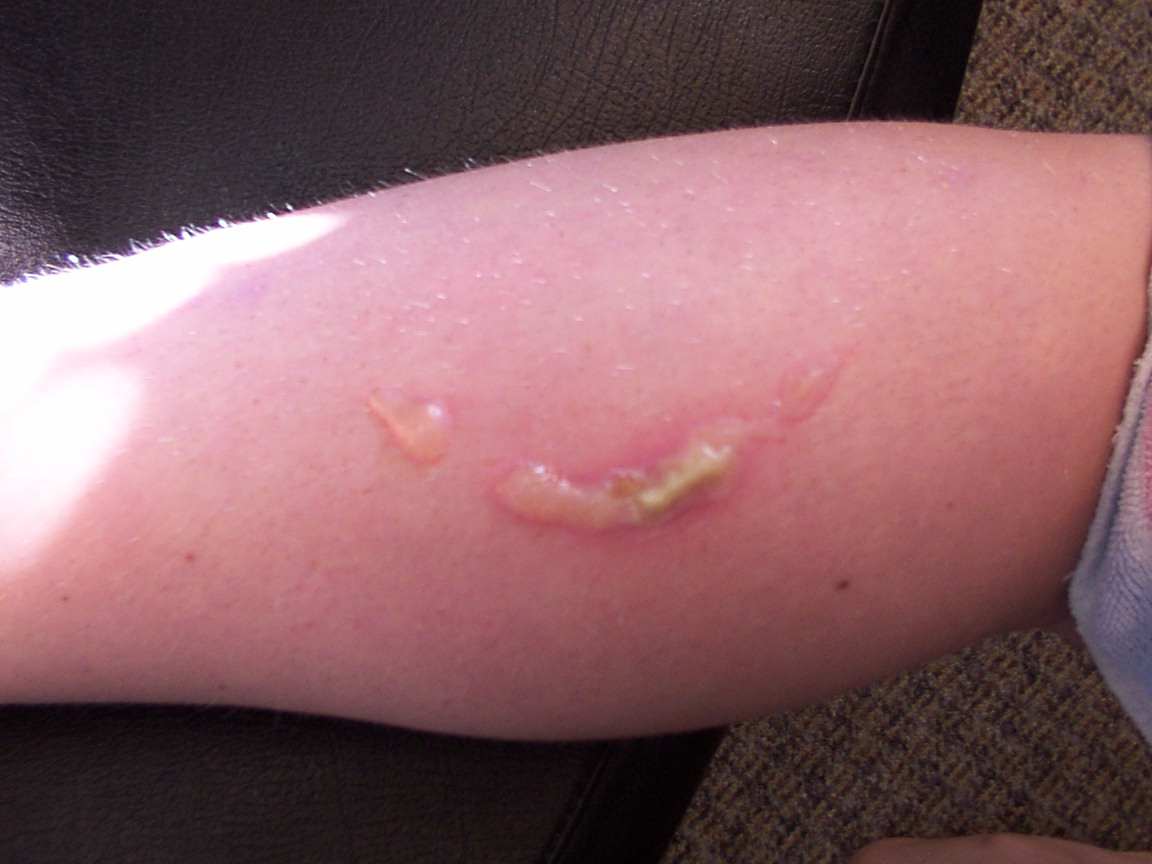
Effetti del morso di Lamponidae.

Vivono nelle case e nei giardini, sulla corteccia degli alberi, sulle foglie e negli anfratti tra le pietre. Sono attive soprattutto la sera e la notte. Grazie alla specializzata parte terminale delle zampe riescono a camminare sui vetri. Le femmine possono raggiungere i 18 mm di lunghezza, i maschi 12 mm.
Per molto tempo si è ritenuto che il suo morso potesse causare sintomi necrotici simili a quelli indotti dalla brasiliana Loxosceles reclusa, per via di un equivoco occorso nella presentazione di un articolo all'International Society on Toxinology World Congress tenuto a Brisbane nel 1982. Recenti studi condotti su 130 casi e pubblicati nel 2003 hanno dimostrato che in realtà non provoca alcun effetto serio nell'uomo a parte la formazione di piccole vesciche superficiali e che in particolare non causa ulcere necrotiche.

## Altri aracnidi

### Opiliones

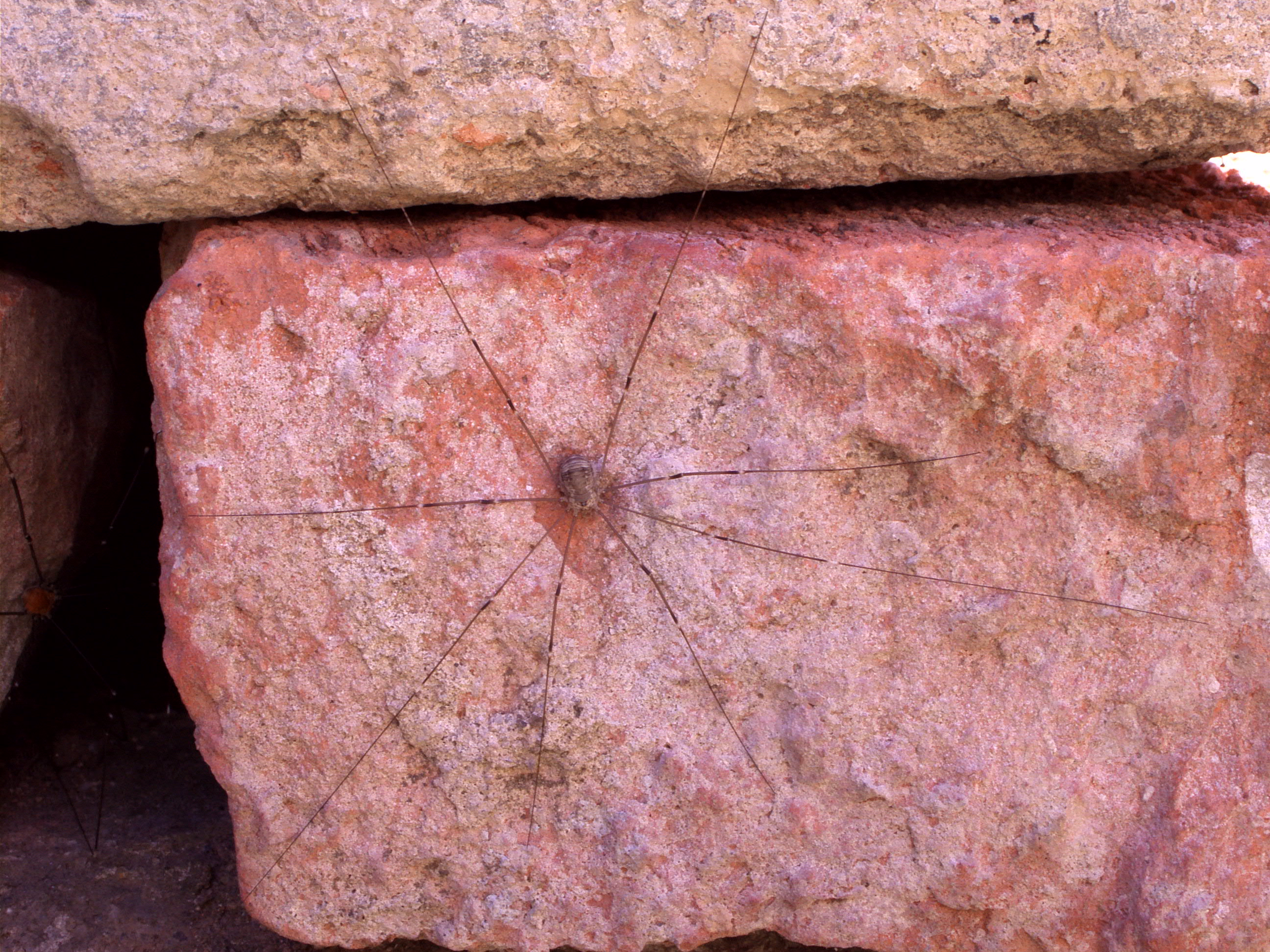
Leiobunum cf. limbatum.

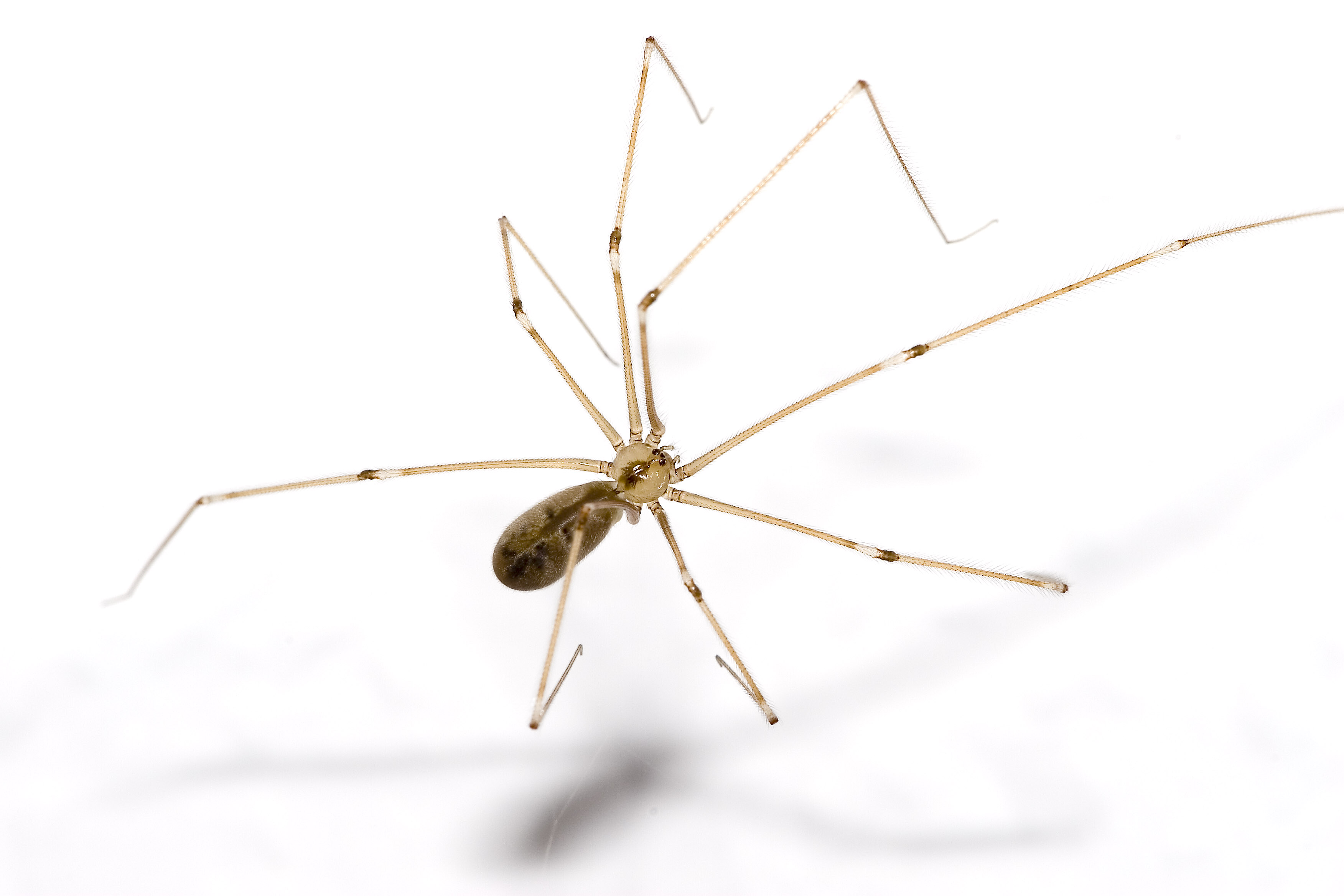
Pholcus phalangioides

Gli aracnidi dell'ordine degli Opiliones non sono ragni, sebbene familiarmente chiamati ragni dalle zampe lunghe. Secondo una leggenda metropolitana sarebbero molto velenosi per l'uomo, ma impossibilitati a penetrare con il morso la pelle umana per via dei cheliceri troppo piccoli, e quindi inoffensivi. In realtà gli opilionidi non hanno alcun tipo di veleno e sono del tutto innocui.
Il soprannome ragni dalle zampe lunghe si riferisce anche al Pholcus phalangioides, che è un ragno vero e molto diffuso. Anche il suo morso, sebbene vagamente velenoso, è tuttavia innocuo per l'uomo.

### Solifugae
Gli aracnidi dell'ordine dei Solifugae, anche noti con i nomi inglesi di sun spiders e wind scorpions, non sono né ragni né scorpioni. Tra i soldati americani di stanza in Medio Oriente è diffusa la convinzione che questi aracnidi si cibino di carne umana fresca. Secondo tale credenza iniettano un anestetico nelle zone di pelle esposta di una persona addormentata, indi si cibano voracemente e lasciano ferite aperte che la vittima scopre al risveglio. In realtà i solifugi non producono né anestetico né veleno e non attaccano prede più grandi di loro. Secondo recenti studi una specie diffusa in India fa eccezione e possiede veleno.
Per via dei robusti cheliceri il loro morso è molto doloroso e provoca ferite che richiedono cure mediche per scongiurare il rischio d'infezione.